# Sophie Lacaze
Pour les articles homonymes, voir Lacaze.
Sophie Lacaze, née le 9 septembre 1963 à Lourdes, est une compositrice française.

## Biographie
Parallèlement à des études d'ingénieur à l'ENSEEIHT Toulouse, elle étudie la musique au Conservatoire National de Région de Toulouse. Elle entre ensuite à l'École Normale de Musique de Paris où elle obtient le diplôme de composition, puis suit les cours de Franco Donatoni et Ennio Morricone à l'Académie musicale Chigiana de Sienne. En France, elle travaille aussi avec Antoine Tisné, Allain Gaussin, Philippe Manoury, suit les cours de Pierre Boulez au Collège de France et aborde le théâtre musical avec Georges Aperghis au Centre Acanthes. Début 2002, elle est en résidence à l'Electronic Music Unit de l'université d'Adélaïde (Australie).
Depuis plus de 25 ans, elle collabore avec de nombreux ensembles et musiciens solistes en France et à l’étranger. En 2024, son catalogue comporte une centaine d'œuvres, des pièces solos aux pièces pour orchestre, en passant par trois opéras et des œuvres mixtes. Parmi ses interprètes, on peut citer l’Orchestre symphonique de la BBC (dir. Sakari Oramo), l'Orchestre Philharmonique de Radio France (dir. Pierre-André Valade), l'Orchestre National des Pays de la Loire (dir. Aziz Shokhakimov), l'Orchestre de Perpignan Méditerranée (dir. Daniel Tosi), l'Orchestre national d’Auvergne  (dir. Baldur Brönnimann), l'Ensemble Orchestral Contemporain (dir. Bruno Mantovani), l'Orchestre philharmonique du Luxembourg (dir. Gerry Cornelius), I Solisti Veneti (dir. Claudio Scimone), l'Orchestre de la radio nationale roumaine (dir. Horia Andreescu), l’Orquesta de Cámara PUCV (dir. Pablo Alvadaro Gutiérrez), l'Orchestre de Flûtes Français (dir. Pierre-Alain Biget), le chœur Calliope (dir. Régine Théodoresco), l’ensemble Mora Vocis (dir. artistique Els Janssens)…
En dehors de toute école et de tout courant musical, Sophie Lacaze s'est forgée une esthétique personnelle et originale qui cherche à redonner à la musique ses vocations premières, comme le rituel, l'incantation et la danse, et dans laquelle le timbre tient une place centrale. C'est au cours de son premier voyage en Australie, en 1996, qu'elle a découvert la culture des Aborigènes. Depuis lors, un retour à l'essence même de l'art musical, à l'épurement fondamental, lui semble essentiel. Les sons de la nature, puis ceux des planètes et lunes de notre système solaire, issus de transformations d’ondes électromagnétiques captées par les sondes de la NASA, sont peu à peu devenus ses sources principales d’inspiration.
Sophie Lacaze est aussi une artiste engagée qui défend la musique classique et la musique contemporaine. Elle a créé et dirigé pendant plusieurs années le Printemps Musical d'Annecy, festival pluridisciplinaire dont une partie était dédiée à la création musicale. Elle prend ensuite la direction du Festival Turbulences Sonores de Montpellier, en collaboration avec le musicologue Guilherme Carvalho. En septembre 2018, on lui confie la direction du festival Musiques Démesurées de Clermont-Ferrand.
Elle crée en mars 2013 l'association française des compositrices Plurielles 34 avec la pianiste Nathalie Négro dont elle a été la présidente jusqu’en septembre 2020.
Elle a enseigné la composition et l'histoire de la musique à l'Université Paul Valéry de Montpellier pendant une douzaine d'années.

## Principales œuvres
- 1992 : Trois mélodies, pour voix de soprano et trio à cordes. Sur des poèmes de Jules Supervielle.
- 1993 : Voyelles, pour flûte. Sur un poème d'Arthur Rimbaud.
- 1996 : Jetez-vous sur l'avenir, pour voix de femme, flûte et piano. Sur un poème de Jean-Pierre Rosnay.
- 1997 : La vita è bella ?, pour flûte et violoncelle.
- 1998 : Le Bécut, pour instrument à vent, didgeridoo, chœur d'enfants et petites percussions.
- 2000 : Broken Words, pour flûte, violon, alto, violoncelle. Sur un poème de Henry Kendall.
- 2000 : And then there was the sun in the sky, pour flûte, didgeridoo et orchestre de flûtes.
- 2002 : Histoire sans paroles, pour violon, violoncelle et piano.
- 2002 : Voices of Australia, pour flûte solo et voix enregistrées.
- 2002 : L'enfance de Catherine, pour flûte et trio à cordes. Musique du film "l'enfance de Catherine" de Anne Baudry.
- 2003 : Messe de Nostre Dame, pour 8 voix de femmes et percussions. Hommage à la "Messe de Nostre Dame" de Guillaume de Machaut.
- 2003 : Tarantella, pour piano.
- 2005 : Océans, pour flûte, basson, violon, alto, contrebasse, chœur d'enfants et petites percussions.
- 2005 : Cinq Voyelles pour Quatre Flûtes, transcription de "Voyelles" pour 4 flûtes. Sur un poème d'Arthur Rimbaud.
- 2005 : Py, pour flûte et piano.
- 2005 : Het Lam Gods, pour quatuor à cordes. Sur le polyptyque "Het Lam Gods" des frères Hubert et Jan van Eyck.
- 2005 : Duo, pour voix et sons sur CD.
- 2006 : Archèlogos I, pour voix et sons sur CD.
- 2006 : Les quatre éléments, concerto pour flûte, chœur d'enfants et percussions.
- 2006 : Deux mouvements, pour saxophone tenor et orchestre.
- 2006 : Musique de la mer, pour clarinette, basson, quatuor à cordes, chœur d'enfants et petites percussions.
- 2006 : Vents du sud, sons fixés sur CD. Pour l'exposition de photographies "Vignes" de Guy Bompais.
- 2006 : The great flood, pour saxophone alto et ensemble de saxophones.
- 2007 : Archèlogos II, pour flûte basse et sons sur CD.
- 2007 : Het Lam Gods II, pour flûte et orchestre de flûtes.
- 2008 : Quatre haïkus, pour saxophone alto et piano.
- 2008 : Le Petit Prince, pour ondes Martenot, flûte et trio à cordes.
- 2008 : Archèlogos IIb, pour ondes Martenot et sons sur CD.
- 2009 : L'art est le plus beau des mensonges, pour voix de soprano et vibraphone. Sur un texte d'Alain Carré.
- 2009 : Het Lam Gods III, pour quatuor de flûtes. Sur le polyptyque "Het Lam Gods" des frères Hubert et Jan van Eyck et un texte d'Alain Carré.
- 2010 : L'espace et la flûte - Variations sur des textes de Jean Tardieu, pour récitant et orchestre de flûtes.
- 2010 : Souffles, pour quatre flûtistes (2 zamponias et bajons et 3 flûtes traversières - flûte en ut, flûte alto et flûte basse).
- 2011 : Marco Polo, opéra pour chanteurs et musiciens amateurs et professionnels.
- 2011 : Calligrammes, pour baryton, chœur mixte et quatuor de saxophones. Sur des textes de Guillaume Apollinaire.
- 2011 : Après avoir contemplé la lune, pour orchestre.
- 2011 : Il pleut des voix de femmes, pour chœur de femmes et piano. Sur un poème de Guillaume Apollinaire.
- 2012 : Estampes, pour quatuor de flûtes.
- 2012 : En Quête, pour voix de femme, récitant, saxophone alto et piano. Sur des textes de Jean-Pierre Rosnay.
- 2013 : O Sapientia, pour quatre ou cinq voix de femmes a cappella. Sur des textes de Hildegard von Bingen.
- 2013 : Jesous ahatonhia, pour quatuor de saxophones.
- 2013 : Immobilité sérieuse I, pour piano et orchestre à cordes.
- 2014 : Maye, pour percussions.
- 2014 : Un parapluie et un manteau de paille, miniature pour piano.
- 2015 : Au milieu de la plaine, pour flûte et harpe.
- 2015 : Voices of Australia, version pour saxophone soprano et sons enregistrés.
- 2015 : Voyelles, version pour saxophone alto. Poème d'Arthur Rimbaud.
- 2015 : La lune dans l'eau, pour jeune saxophoniste conteur. Sur un haiku de Ueda Chôshû.
- 2016 : La lune dans l'eau, version pour jeune flûtiste conteur. Sur un haiku de Ueda Chôshû.
- 2016 : And birds sing et And Earth breathes, pour flûte circulaire ou pour quatuor de flûtes.
- 2017 : Voyages d'Orient I et Voyages d'Orient II, pour ensemble à vent et choeur.
- 2017 : Je vois passer l'Ange, pour trois voix de femmes et saxophone alto.
- 2017 : Ahatonhia again, pour quatuor de clarinettes.
- 2018 : And Earth moves away, pour quatuor de flûtes.
- 2019 : Bur Buk Boon, pour didgeridoo et orchestre d'enfants.
- 2020 : Immobilité sérieuse II, pour violoncelle et orchestre à cordes.
- 2021 : Vers les étoiles, pour piano.
- 2022 : Chansons de printemps, pour accordéon et quatuor à cordes.
- 2022 : Chanson d'été, pour 5 musiciens.
- 2022 : Chanson d'automne, pour récitant.e, clarinette et quatuor à cordes. Sur un poème de Paul Verlaine.
- 2022 : Chansons d'hiver, pour quatuor à cordes.
- 2022 : Soupirs d'étoiles, pour orchestre symphonique.
- 2023 : L'étoffe inépuisable du rêve, opéra de chambre pour comédien.ne, mezzo-soprano, ténor, baryton et ensemble instrumental (didgeridoo, flûte, clarinette, quatuor à cordes et percussions).
- 2023 : Het Lam Gods IV, pour quatuor à cordes et récitant.
- 2024 : Réminiscences, pour alto solo.
- 2024 : Instantanés, pour quatuor à cordes.
- 2024 : De la Terre à Himalia, pour orchestre à cordes.
- 2024 : A la surface de l'eau, pour voix de soprano et piano. Sur des textes de Taigu Ryôkan, Kobayashi Issa, Ono no Komachi et Yosa Buson.
- 2024 : Un papillon s'envole, pour voix de mezzo-soprano et quatuor à cordes. Sur des textes de Kobayashi Issa, Ono no Komachi et Yosa Buson.
- 2025 : Enough has been said, pour quintette à vent et quintette à cordes.

## Prix
- 2009 : grand prix lycéen des compositeurs
- 2010 : Prix Claude Arrieu de la SACEM[1]
- 2012 : Lauréate de l'association Beaumarchais-SACD[4]
- 2023 : Lauréate des 100 Femmes de Culture 2023

## Décorations
- 2025 :  Chevalière de l'ordre des Arts et des Lettres [5]

## Discographie
- Musiques françaises du XXe siècle, REM, 1996. Avec Voyelles par Chiharu Tachibana.
- En Quête, Galun Records, 2000. Avec En Quête, Kulungalinpa, La Vita è Bella ?, Jetez-vous sur l'avenir et Le Bécut. Par Marie Kobayashi, Marcelle Rosnay, Ivane Bellocq, Mie Ogura, Phillip Peris, Fuminori Tanada, Lucie Bessière, Marie-Agnès Letellier, Arnaud Limonaire, Paul Broutin, Bernard Vandenbroucque, et les enfants des écoles primaires Lappacca de Lourdes et Parc Suzanne d'Argelès Gazost.
- Aperto (Re)Forms, Gaudeamus (Roumanie), 2000. Avec Comme une rue pavée et Trois préludes par le Trio Aperto et Dolorès Chelariu.
- Plurielles, Maguelone, 2004. Avec Broken Words et Voyelles par l'ensemble Helios et Christel Rayneau.
- Cosmogonies, Galun Records, 2005. Avec Voices of Australia par Ivane Bellocq.
- Works with flutes, Solal (Allemagne), 2008. Avec Het Lam Gods II, Voices of Australia, Archèlogos II, And then there was the sun in the sky, Cinq voyelles pour quatre flûtes, Py et Les quatre éléments par Pierre-Yves Artaud, l'Orchestre de Flûtes Français (direction Pierre-Alain Biget), le quatuor Arcadie, Phillip Peris, Fuminori Tanada et Michel de Maulne.
- Encounters / Rencontre, AF Adelaïde (Australie), 2012. Avec deux des Trois préludes pour piano, par Stephen Whittington.
- Souffles, Les Éditions de l'Astronome, 2012. Avec L'espace et la flûte, En quête, Quatre haïkus, Voyelles et Het Lam Gods III, par Alain Carré, Baudoin Giaux, Jean-Yves Fourmeau, Amaya Dominguez, Martin Surot, le quatuor Hinémoa et l'ensemble de flûtes du Conservatoire royal de Bruxelles[6].
- 7 saxophones autour du monde, Nova Musica (France), 2016. Avec Deux mouvements pour saxophone tenor et orchestre, par Daniel Kientzy et l'Orchestre de la Radio Nationale Roumaine, direction Horia Andreescu.
- Fair_Play One, Réseau Fair Play (France), 2017. Avec Vents du sud, pièce acousmatique.
- Fair_Play 2, Réseau Fair Play (France), 2018. Avec le premier des Deux mouvements pour saxophone tenor et orchestre, par Daniel Kientzy et l'Orchestre de la Radio Nationale Roumaine, direction Horia Andreescu.
- Accents, Aparté (France), 2021. Avec Histoire sans paroles, pour violon, violoncelle et piano, par les musiciens de l'ensemble K : Manon Galy (violon), Kacper Nowak (violoncelle) et Mara Dobresco (piano).
- Les femmes dansent, Klarthe (France), 2021. Avec Tarantella, pour piano, par Axia Marinescu.
- Métamorphose, Nylander (USA), 2023. Avec Archèlogos II, pour flûte basse et sons fixés, par Ethan Nylander.
- Il pleut des voix de femmes, Paraty (France), 2023. Avec Je vois passer l'Ange, En Quête, Fauvette, Il pleut des voix de femmes et O Sapientia par Els Janssens Vanmunster, Mora Vocis - voix solistes au féminin (Els Janssens, Caroline Marçot, Isabelle Deproit, Céline Boucard), Alain Carré (récitant), Michel Supéra (saxophone) et Marie Vermeulin (piano)[7].
- En songe, Klarthe (France), 2024. Avec L'art est le plus beau des mensonges, pour voix et bols, par Anne Warthmann.
- Noûs, Vous ne rêvez pas encore... (France), 2024. Avec Maye, pour vibraphone et gong, et And Earth moves away, pour quatuor de flûtes, par l'ensemble PTYX.